# Boża Wola (powiat lubelski)

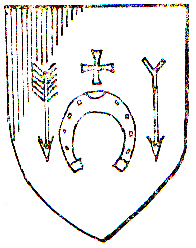
Historyczny herb miasta Boża Wola

Boża Wola – wieś w Polsce położona w województwie lubelskim, w powiecie lubelskim, w gminie Zakrzew.
W 1731 roku Boża Wola uzyskała lokację miejską.  Do 13 listopada 1821 miejscowość posiadała prawa miejskie.
W latach 1975–1998 miejscowość należała administracyjnie do ówczesnego województwa zamojskiego.
Wieś stanowi sołectwo Zakrzew. Według Narodowego Spisu Powszechnego z roku 2011 wieś liczyła 121 mieszkańców.